# Zaffelare
Zaffelare est une section de la commune belge de Lochristi située en Région flamande dans la province de Flandre-Orientale. C'était une commune à part entière avant la fusion des communes de 1977.

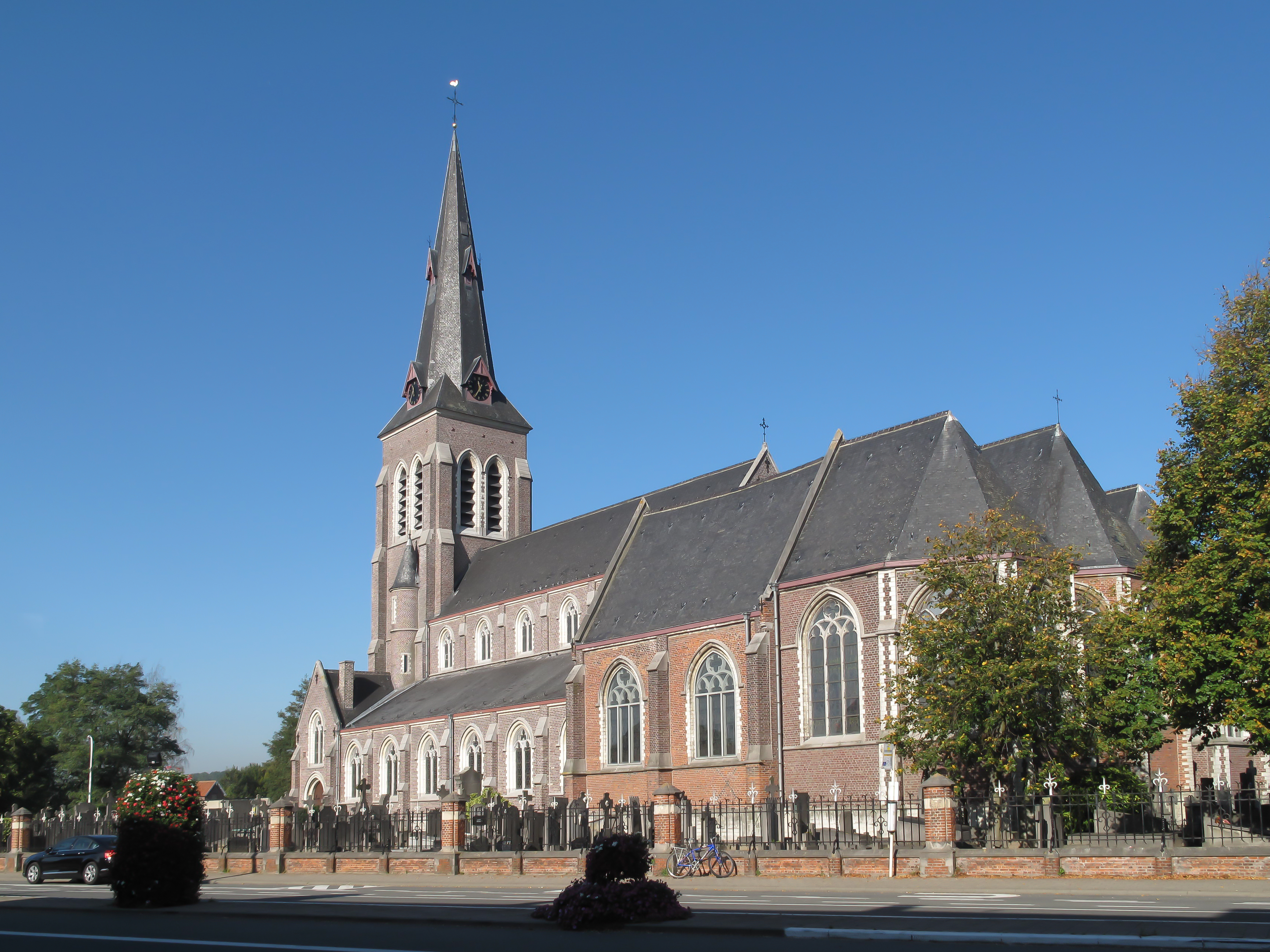
église: Onze Lieve Vrouw en Sint Petruskerk

## Démographie

### Évolution démographique
- Sources : INS, Rem. : 1831 jusqu'en 1970 = recensements, 1976 = nombre d'habitants au 31 décembre[2].

## Tourisme
Le sentier de grande randonnée 122 le traverse.